# 東遊運動
東遊運動（越南语：／）是20世紀初期越南發生的民族獨立運動。
1883年以後，越南淪為法國的保護國，法國在越南設置法屬印度支那殖民政府。日本也曾受到西方列強的欺凌，後來經過明治維新逐漸崛起。1904年，日本在日俄戰爭中擊敗俄國，令越南有識之士十分震驚，在潘佩珠的號召下，成立了維新會，大量通過科舉考試的越南知識分子前往日本留學。強㭽、潘周楨也積極響應。1906年，在日的越南留學生僅20人，1907年10月便超過了100人。東遊運動的最終目標是越南脫離法國的殖民統治獨立。潘佩珠不僅希望越南人去日本考察興國之道，學習西方先進的知識，還希望從日本那裡獲得武器支援。他在日本舉行募捐，希望獲得資金。然而越南留學生的集會受到了日本政府的限制。與之相對地，法國殖民政府則施行一系列鎮壓活動，如逮捕留學生的親人入獄、禁止匯款等等。1907年6月10日，日本與法國政府簽訂《日法協約》，1909年，正式驅逐越南留學生，標誌著東遊運動的告終。
此後潘佩珠被日本政府驅逐，逃往中國上海。1912年辛亥革命之後在廣東成立越南光復會，以暴力手段讓越南獨立為最終目標。

## 大眾文化
- 2013年電視劇《The Partner ～給摯愛的百年朋友～》

## 延伸閱讀
- 安間幸甫. .   [2016-04-28]. （原始内容存档于2016-08-03） （日语）.